# ویدا گوئرا
ویدا گوئرا (انگلیسی: Vida Guerra؛ زادهٔ ۱۹ مارس ۱۹۷۴) یک خواننده، هنرپیشه، و مانکن (فرد) اهل کوبا است.
او در فیلم چیپس بازی کرده است.